# Ramas Blancas
Ramas Blancas är en ort i Mexiko.   Den ligger i kommunen Tequisquiapan och delstaten Querétaro Arteaga, i den sydöstra delen av landet, 140 km nordväst om huvudstaden Mexico City. Ramas Blancas ligger 1 912 meter över havet och antalet invånare är 276.
Terrängen runt Ramas Blancas är kuperad åt sydost, men åt nordväst är den platt. Runt Ramas Blancas är det ganska tätbefolkat, med 149 invånare per kvadratkilometer. Närmaste större samhälle är San Juan del Río, 17,7 km sydväst om Ramas Blancas. I omgivningarna runt Ramas Blancas växer huvudsakligen savannskog.